# Eduardo Lizalde
Eduardo Lizalde (Cidade do México, 14 de julho de 1929 – 25 de maio de 2022) foi um escritor, poeta e acadêmico mexicano.

## Vida
Nascido na Cidade do México em 1929, Lizalde estudou Filosofia na Universidade Nacional Autónoma do México - UNAM e Música na Escuela Superior de Música del Instituto Nacional de Bellas Artes (INBA). Foi membro da Academia Mexicana de la Lengua e diretor da Biblioteca de México José Vasconcelos.
Foi agraciado com o Prêmio Internacional Carlos Fuentes em 2016. No Brasil, só quando já contava com 82 anos, foi publicada a antologia O Tigre em Casa e A Caça do Tigre  (Alameda, 2011) que reúne poemas escritos a partir de 1970.
Lizalde morreu em 25 de maio de 2022.

## Obras

### Poesias
- La mala hora, Los Presentes, 1956
- Odesa y Cananea, Cuadernos del Unicornio, 1958
- Cada cosa es Babel, UNAM, 1966
- El tigre en la casa, Universidad de Guanajuato, 1970
- La zorra enferma, Joaquín Mortiz, 1974
- Caza mayor, UNAM, 1979
- Memoria del tigre, Katún, 1983
- Tabernarios y eróticos, Vuelta, 1988
- ¡Tigre, tigre!, FCE, 1985
- Antología impersonal, SEP, 1986
- Otros tigres, Heliópolis, 1995

### Contos
- La cámara, UNAM, 1960

### Ensaios
- Luis Buñuel, odisea del demoledor, UNAM, 1962
- Autobiografía de un fracaso. El poeticismo, INBA, 1981